# Steve Golin
Steve Golin (6 de março de 1955 - 21 de Abril de 2019) foi um produtor de cinema estadunidense. Fundador da Anonymous Content e Propaganda Films, venceu ao Oscar de melhor filme na edição de 2016 pela realização da obra Spotlight, além de ser indicado a The Revenant e Babel. Morreu aos 64 anos. Segundo a revista Variety, Golin morreu no domingo , em Los Angeles, vítima de um câncer.